# Rhabditis terricola
Rhabditis terricola är en rundmaskart. Rhabditis terricola ingår i släktet Rhabditis och familjen Rhabditidae. Arten är reproducerande i Sverige. Inga underarter finns listade i Catalogue of Life.